# Stillwater (Nevada)
Stillwater (Complejo Stillwater) es un pueblo fantasma del siglo XIX ubicado en el condado de churchill, Nevada, Estados Unidos.